# Aéroport international de Bilbao
Pour les articles homonymes, voir BIO.
L'aéroport International de Bilbao (code IATA : BIO • code OACI : LEBB) est situé à 11 km au nord de la ville de Bilbao. C'est l'aéroport le plus important du Pays basque avec 5 469 453 passagers en 2018.
Le nouveau terminal ouvert en 2000 a été conçu par Santiago Calatrava. 
Le 19 février 1985, un accident d'avion s'y produisit, faisant 148 victimes (Iberia Airlines vol 610).

## Situation
| \| 100 km1:11 216 000 \| Alicante Almería Andorre Badajoz Barcelone Bilbao Burgos León Castellón · de la Plana Ceuta Gérone Grenade Ibiza Jerez La Corogne Lleida Logroño Madrid Málaga Melilla Minorque Murcie Oviédo Palma de · Majorque Pampelune Reus Sabadell Saint-Jacques Saint-Sébastien Salamanque Santander Saragosse Séville Valence Valladolid Vigo Vitoria |
| 100 km1:11 216 000 |

Voir les Îles Canaries

## Compagnies aériennes et destinations
| Compagnies                   | Destinations |
| ---------------------------- | --- |
| Aegean                       | En saison : Athènes E.-Venizélos |
| Aer Lingus                   | Dublin En saison : Cork |
| Air Arabia Maroc             | Tanger |
| Air Europa                   | Lanzarote-Arrecife, Madrid-Barajas, Palma de Majorque, Ténériffe-Nord En saison : Ibiza, Minorque-Mahón |
| Air France                   | Paris-Charles de Gaulle |
| Air Nostrum                  | Saint-Jacques-de-Compostelle, Valence En saison : Palma de Majorque |
| Azores Airlines              | En saison : Ponta Delgada-Jean Paul II |
| Brussels Airlines            | Bruxelles-National |
| easyJet                      | Manchester En saison : Bristol, Milan-Malpensa |
| easyJet Switzerland          | Genève-Cointrin En saison : Bâle-Mulhouse |
| Edelweiss                    | Zurich |
| Eurowings                    | Düsseldorf En saison : Berlin-Brandebourg, Hambourg-H.-Schmidt, Stuttgart |
| Iberia                       | Madrid-Barajas |
| KLM                          | Amsterdam |
| Lufthansa                    | Francfort, Munich-F. J. Strauß |
| Norwegian                    | En saison : Copenhague-Kastrup, Stockholm-Arlanda, Oslo-Gardermoen |
| Scandinavian Airlines System | En saison : Copenhague-Kastrup |
| Smartwings                   | Prague-Václav-Havel |
| TAP Air Portugal             | Lisbonne-H. Delgado |
| Transavia                    | En saison : Eindhoven |
| Turkish Airlines             | Istanbul |
| United Airlines              | En saison : Newark-Liberty |
| Volotea                      | - Alicante-Elche, - Florence-Peretola, - Las Palmas/Gran Canaria, - Malaga-Costa del Sol, - Marrakech-Ménara, - Paris-Orly, - Porto-F. Sá-Carneiro, - Rome Léonard-de-Vinci/Fiumicino, - Séville-San Pablo, - Ténériffe-Sud Reine Sofia, - Valence, - Venise - Marco Polo En saison : - Athènes E.-Venizélos, - Bari-Karol Wojtyła, - Castellón-Costa Azahar, - Ibiza, - Minorque-Mahón, - Naples-Capodichino, - Olbia-Costa Smeralda, - Palerme Falcone-Borsellino, - Palma de Majorque, - Vérone - Villafranca                                                                                     |
| Vueling                      | - Alicante-Elche, - Amsterdam, - Barcelone-El Prat, - Bruxelles-National, - Fuerteventura, - Grenade-F. García-Lorca, - Las Palmas/Gran Canaria, - Ibiza, - Lanzarote-Arrecife, - Lisbonne-H. Delgado, - Londres-Heathrow, - Londres-Gatwick, - Malaga-Costa del Sol, - Marrakech-Ménara, - Minorque-Mahón, - Milan-Malpensa, - Paris-Orly, - Palma de Majorque, - Porto-F. Sá-Carneiro, - Prague-Václav-Havel, - Séville-San Pablo, - Ténériffe-Nord, - Valence En saison : - Florence-Peretola, - Jerez de la Frontera, - Malte - Rome Léonard-de-Vinci/Fiumicino, - Saint-Jacques-de-Compostelle, |
| Wizz Air                     | Budapest-Ferenc Liszt, Rome Léonard-de-Vinci/Fiumicino, Vienne-Schwechat, En saison : Varsovie-Chopin |

Édité le 18/02/2025

## Trafic

### Passagers
Le graphique qui aurait dû être présenté ici ne peut pas être affiché car il utilise l'ancienne extension Graph, désactivée pour des questions de sécurité. Des indications pour créer un nouveau graphique avec la nouvelle extension Chart sont disponibles ici.

Voir la requête brute et les sources sur Wikidata.
| 2000      | 2005      | 2006      | 2007      | 2008      | 2009      | 2010      | 2011      | 2012      | 2013      | 2014      |
| --------- | --------- | --------- | --------- | --------- | --------- | --------- | --------- | --------- | --------- | --------- |
| 2 556 373 | 3 843 953 | 3 876 072 | 4 286 751 | 4 172 903 | 3 654 957 | 3 888 969 | 4 045 613 | 4 171 092 | 3 800 789 | 4 015 352 |

| 2015      | 2016      | 2017      | 2018      | 2019      | 2020      | 2021      | 2022      | 2023      |
| --------- | --------- | --------- | --------- | --------- | --------- | --------- | --------- | --------- |
| 4 277 725 | 4 588 265 | 4 973 712 | 5 469 453 | 5 905 804 | 1 690 011 | 2 580 911 | 5 129 583 | 6 336 441 |

## Accès
L'aéroport est relié au centre-ville de Bilbao (arrêts au nº 79 de l'avenue Gran Vía, sur la plaza Moyua et au nº 11 de la rue Alameda Recalde) par la ligne d'autobus A3247 du réseau Bizkaibus. Le temps de trajet est d'environ 15 minutes, en fonction des conditions de circulation, et le prix du billet est de 4,5 euros pour un aller simple pour un billet simple et de 1,14 euro pour les possesseurs de la carte de transport Barik.